# International Socialism
International Socialism ou International Socialism journal  (ISJ) est un magazine trimestriel britannique traitant des théories socialistes, et publié par le Parti socialiste des travailleurs. Le rédacteur en chef, en 2025, est Joseph Choonara. Précédemment le poste a été occupé par Alex Callinicos, et Chris Harman.